# Celler (estança)

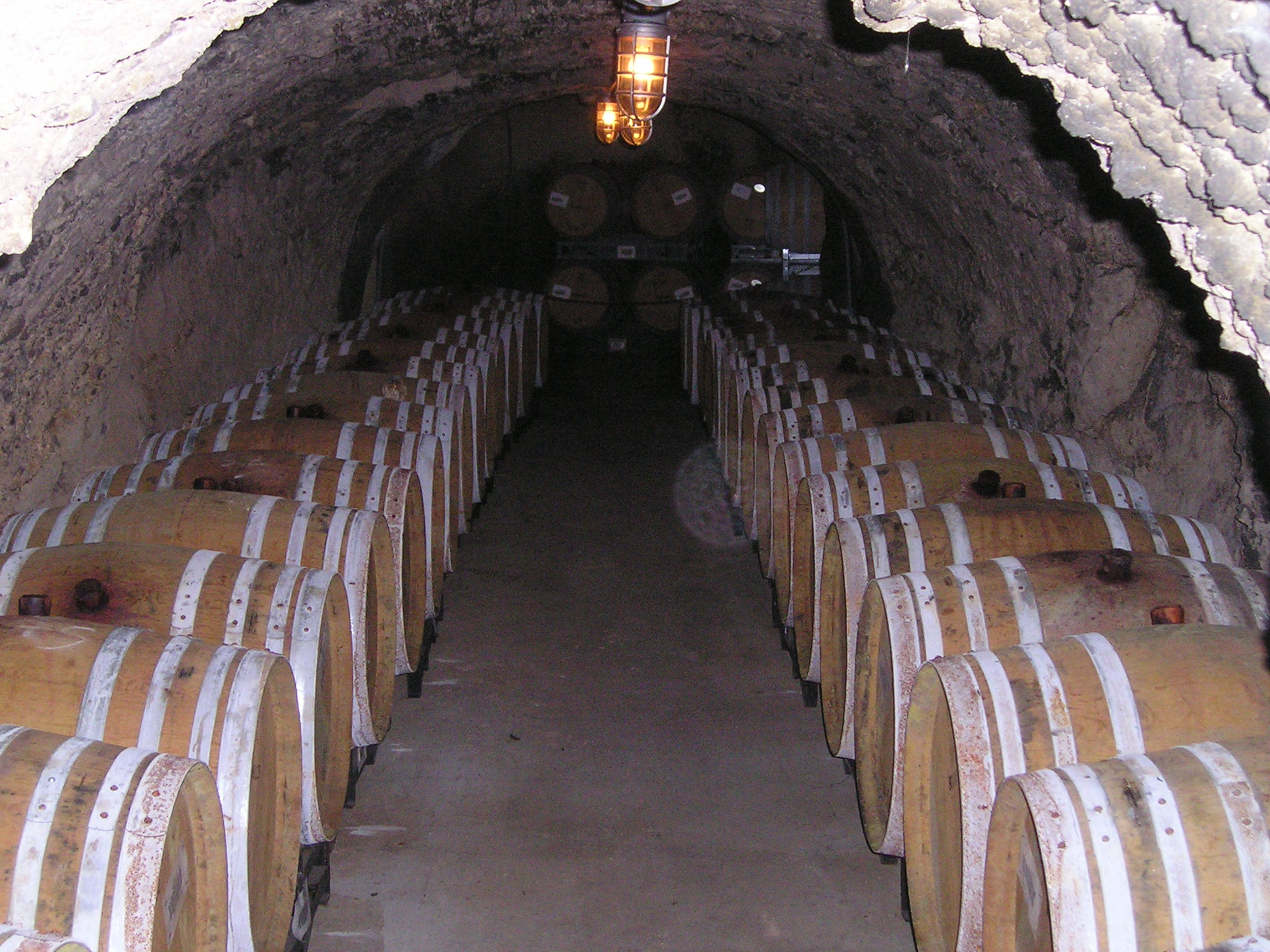
Un celler subterrani

Es coneix com a celler, l'estança, normalment subterrània, emprada per a l'emmagatzematge i envelliment del vi, del cava i d'altres begudes alcohòliques, en ampolles o barrils (antigament també en àmfores). L'envelliment tant del vi com del cava i dels altres derivats alcohòlics no destil·lats (conyac, vermut, etc..), poden seguir processos molt diferents com és el cas del cava o del vinagre on es tracta d'uns processos de fermentació emprant llevat (en el cava, normalment Saccharomyces cerevisiae) o la mare del vinagre.
En un celler climatitzat de vins, factors importants com la temperatura i la humitat són mantinguts per un sistema de control climàtic. Per contra, els cellers passius o naturals no són de clima controlat, i en general es construeixen sota terra per reduir les oscil·lacions de temperatura. Un celler aeri és sovint dit "cambra de vi", mentre que un petit celler (menys de 500 ampolles) de vegades són anomenades "armaris de vi".

## Propòsit
Els cellers de vi protegeixen a les begudes alcohòliques de les influències externes potencialment nocives per a aquestes, proporcionant la foscor i una temperatura constant per a la seva conservació. El vi és un producte perible natural, el deixar-ho exposat a la calor, la llum, les vibracions o fluctuacions en la temperatura i la humitat, pot fer que qualsevol tipus de vi es pugui fer malbé. Quan s'emmagatzema adequadament, no només els vins mantenen la seva qualitat, sinó que aquells que disposen algun tipus de criança, poden millorar en aroma, sabor i complexitat a mesura que maduren.

## Condicions

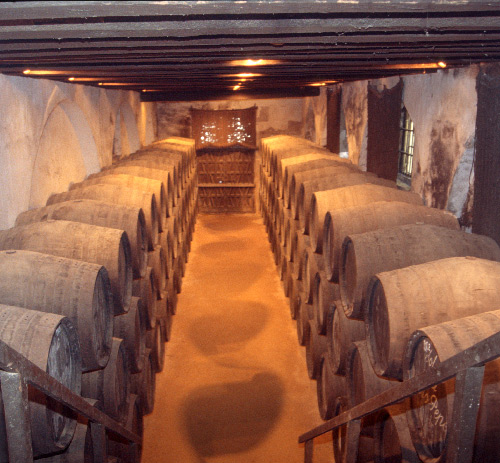
Celler de xerès situat per sobre del nivell de terra

El vi pot ser emmagatzemat de forma satisfactòria entre els 7 °C (45 °F) y 18 °C (64 °F) sempre que les variacions de temperatura siguin graduals. La temperatura de 13 °C (55,4 °F), es troba principalment en les caves vinícoles usades per emmagatzemar el vi a França, mentre a Espanya en l'anomenat cementiri del Celler Marquis de Murrieta, on es conserven vins que tenen diverses dècades d'edat, la temperatura oscil·la entre 13 °C (55,4 °F) de mitjana a l'hivern i 16 °C (61 °F) a l'estiu. Ha de tenir-se en compte que el vi madura en general, de manera diferent i de forma més lenta a temperatures baixes, al contrari del que fa a una temperatura superior. Alguns experts sostenen que la temperatura òptima per a la criança de vins és de 13 °C (55,4 °F), per alguns de 15 °C (59 °F) y per a uns altres de 16 °C (61 °F). D'altra banda, l'Alexis Lichine's Encyclopedia diu que als 10 °C (50 °F) y 14 °C (57 °F), els vins han d'envellir de manera natural.

## Actiu contra passiu
Els cellers de vi poden ser actius (artificials) o be passius (naturals) respecte al refredament. Els actius es mostren altament aïllats i requereixen una bona construcció. Exigeixen sistemes d'emmagatzematge especialitzat de condicionament de l'aire i sistemes de refrigeració per poder mantenir la temperatura i la humitat desitjades. En un clima molt sec, pot ser necessari humitejar activament l'aire, però en la majoria de les àrees no és necessari. Els cellers passius han de trobar-se en forma natural, frescs i humits, amb petites àrees estacionals i variacions de temperatura diürna, per exemple, un soterrani en un clima temperat. Aquests tipus de cellers poden ser menys predictibles depenent de les seves característiques, però no tenen cost d'operació i no són afectats per les apagades elèctriques.

### Debat respecte a la humitat
Alguns experts en vi, debaten sobre la importància de la humitat adequada per a l'emmagatzematge del vi. En la revista Wine Spectator, l'escriptor Matt Kramer va dur a terme un estudi a França on sostenia que la humitat relativa dins d'una ampolla es manté al 100 %, independentment del tipus de tap emprat o l'orientació de l'ampolla. De qualsevol manera, Alexis Lichine va dir que la baixa humitat pot ser un problema en causar que els suros orgànics s'assequin de forma prematura. Una polzada de grava cobrint el terra, periòdicament ruixada amb una mica d'aigua es recomana per mantenir la humitat desitjada.